# Carles I de Baden
Carles I de Baden (Karl I von Baden) (1427 - Pforzheim, 24 de febrer de 1475) va ser marcgravi de Baden entre 1454 i 1475. Fill del també marcgravi Jacob I i de Caterina de Lorena.
El 1462 es va involucrat en la Guerra de Baviera contra l'elector palatí Frederic I. Aquesta guerra va acabar el mateix any amb la derrota i captura de Carles a la batalla de Seckenheim.

## Núpcies i descendents
Es va casar amb Caterina d'Àustria, filla del duc Ernest d'Àustria i de Cimburga de Mazòvia, de la qual tingué sis fills:
- Caterina, (1449-1484). Casada amb el comte Jordi de Werdenberg
- Cimburga, (1450-1501). Casada amb el comte Engelbert II de Nassau
- Margareta, (1452-1495). Abadessa a Lichtenthal
- Cristòfol (1453-1524). Marcgravi de Baden
- Albert (1453-1524). Marcgravi de Baden-Hachberg
- Frederic (1458-1517). Bisbe d'Utrecht